# Miami Open 2006 - Qualificazioni singolare femminile
Le qualificazioni del singolare femminile del Miami Open 2006 sono state un torneo di tennis preliminare per accedere alla fase finale della manifestazione. I vincitori dell'ultimo turno sono entrati di diritto nel tabellone principale. In caso di ritiro di uno o più giocatori aventi diritto a questi sono subentrati i lucky loser, ossia i giocatori che hanno perso nell'ultimo turno ma che avevano una classifica più alta rispetto agli altri partecipanti che avevano comunque perso nel turno finale.
Le qualificazioni del torneo NASDAQ-100 Open  2006 prevedevano 48 partecipanti di cui 12 sono entrati nel tabellone principale.

## Teste di serie
1. Eléni Daniilídou (Qualificata)
2. Maret Ani (primo turno)
3. Cvetana Pironkova (ultimo turno)
4. Stéphanie Foretz Gacon (Qualificata)
5. Maria-Elena Camerin (Qualificata)
6. Laura Pous Tió (Qualificata)
7. Tathiana Garbin (Qualificata)
8. Mashona Washington (ultimo turno)
9. Martina Suchá (ultimo turno)
10. Nastas'sja Jakimava (Qualificata)
11. Virginia Ruano Pascual (ultimo turno)
12. Al'ona Bondarenko (Qualificata)

1. Viktorija Kutuzova (ultimo turno)
2. Hana Šromová (primo turno)
3. Yuan Meng (Qualificata)
4. Viktoryja Azaranka (primo turno)
5. Sandra Klösel (primo turno)
6. Varvara Lepchenko (primo turno)
7. Arantxa Parra-Santonja (ultimo turno)
8. Milagros Sequera (primo turno)
9. Anastasija Rodionova (ultimo turno)
10. Sun Tiantian (primo turno)
11. Yvonne Meusburger (ultimo turno)
12. Camille Pin (ultimo turno)

## Qualificati
1. Eléni Daniilídou
2. Sun Tiantian
3. Viktoryja Azaranka
4. Stéphanie Foretz Gacon
5. Maria-Elena Camerin
6. Laura Pous Tió

1. Tathiana Garbin
2. Yuan Meng
3. Milagros Sequera
4. Nastas'sja Jakimava
5. Varvara Lepchenko
6. Al'ona Bondarenko

## Tabellone

### Legenda
| - Q = Qualificato - WC = Wild card - LL = Lucky loser | - ALT = Alternate - SE = Special Exempt - PR = Protected Ranking | - w/o = Walkover - r = Ritirato - d = Squalificato |

### Sezione 1
|  | Primo turno | Primo turno          | Primo turno          | Primo turno          | Primo turno |  |  | Ultimo turno | Ultimo turno         | Ultimo turno         | Ultimo turno | Ultimo turno |  |
|  |             |                      |                      |                      |             |  |  |              |                      |                      |              |              |  |
|  | 1           | Eléni Daniilídou     | Eléni Daniilídou     | 6                    | 6           |  |  |              |                      |                      |              |              |  |
|  |             | Nicole Pratt         | Nicole Pratt         | 2                    | 2           |  |  | 1            | Eléni Daniilídou     | Eléni Daniilídou     | 7            | 6            |  |
|  | 21          | Anastasija Rodionova | Anastasija Rodionova | Anastasija Rodionova | 5           |  |  | 21           | Anastasija Rodionova | Anastasija Rodionova | 63           | 3            |  |
|  |             | Séverine Brémond     | Séverine Brémond     | Séverine Brémond     | 5r          |  |  |              |                      |                      |              |              |  |

### Sezione 2
|  | Primo turno | Primo turno                | Primo turno                | Primo turno | Primo turno |  |  | Ultimo turno     | Ultimo turno     | Ultimo turno     | Ultimo turno | Ultimo turno |  |
|  |             |                            |                            |             |             |  |  |                  |                  |                  |              |              |  |
|  |             | Carly Gullickson           | 0                          | 6           | 6           |  |  |                  |                  |                  |              |              |  |
|  | 2           | Maret Ani                  | 6                          | 4           | 4           |  |  | Carly Gullickson | Carly Gullickson | Carly Gullickson | 3            | 1            |  |
|  |             | Sun Tiantian               | Sun Tiantian               | 7           | 7           |  |  | Sun Tiantian     | Sun Tiantian     | Sun Tiantian     | 6            | 6            |  |
|  | 22          | Conchita Martínez Granados | Conchita Martínez Granados | 63          | 5           |  |  |                  |                  |                  |              |              |  |

### Sezione 3
|  | Primo turno | Primo turno        | Primo turno        | Primo turno | Primo turno |  |  | Ultimo turno | Ultimo turno       | Ultimo turno | Ultimo turno | Ultimo turno |  |
|  |             |                    |                    |             |             |  |  |              |                    |              |              |              |  |
|  | 3           | Cvetana Pironkova  | Cvetana Pironkova  | 6           | 6           |  |  |              |                    |              |              |              |  |
|  |             | Kateřina Böhmová   | Kateřina Böhmová   | 4           | 2           |  |  | 3            | Cvetana Pironkova  | 6            | 1            | 4            |  |
|  |             | Viktoryja Azaranka | Viktoryja Azaranka | 6           | 7           |  |  |              | Viktoryja Azaranka | 3            | 6            | 6            |  |
|  | 16          | Martina Müller     | Martina Müller     | 4           | 5           |  |  |              |                    |              |              |              |  |

### Sezione 4
|  | Primo turno | Primo turno    | Primo turno    | Primo turno | Primo turno |  |  | Ultimo turno | Ultimo turno   | Ultimo turno | Ultimo turno | Ultimo turno |  |
|  |             |                |                |             |             |  |  |              |                |              |              |              |  |
|  | 4           | S Foretz Gacon | S Foretz Gacon | 6           | 1           |  |  |              |                |              |              |              |  |
|  |             | Rika Fujiwara  | Rika Fujiwara  | 0           | 0r          |  |  | 4            | S Foretz Gacon | 3            | 6            | 6            |  |
|  | 24          | Camille Pin    | Camille Pin    | 6           | 6           |  |  | 24           | Camille Pin    | 6            | 4            | 1            |  |
|  |             | Sabine Lisicki | Sabine Lisicki | 4           | 2           |  |  |              |                |              |              |              |  |

### Sezione 5
|  | Primo turno | Primo turno         | Primo turno         | Primo turno | Primo turno |  |  | Ultimo turno | Ultimo turno        | Ultimo turno | Ultimo turno | Ultimo turno |  |
|  |             |                     |                     |             |             |  |  |              |                     |              |              |              |  |
|  | 5           | Maria-Elena Camerin | Maria-Elena Camerin | 6           | 6           |  |  |              |                     |              |              |              |  |
|  |             | Galina Voskoboeva   | Galina Voskoboeva   | 4           | 1           |  |  | 5            | Maria-Elena Camerin | 7            | 1            | 7            |  |
|  | 13          | Viktorija Kutuzova  | Viktorija Kutuzova  | 6           | 6           |  |  | 13           | Viktorija Kutuzova  | 5            | 6            | 65           |  |
|  |             | Kateryna Bondarenko | Kateryna Bondarenko | 2           | 2           |  |  |              |                     |              |              |              |  |

### Sezione 6
|  | Primo turno | Primo turno            | Primo turno            | Primo turno | Primo turno |  |  | Ultimo turno | Ultimo turno           | Ultimo turno           | Ultimo turno | Ultimo turno |  |
|  |             |                        |                        |             |             |  |  |              |                        |                        |              |              |  |
|  | 6           | Laura Pous Tió         | 2                      | 6           | 7           |  |  |              |                        |                        |              |              |  |
|  |             | Stéphanie Cohen-Aloro  | 6                      | 4           | 63          |  |  | 6            | Laura Pous Tió         | Laura Pous Tió         | 7            | 6            |  |
|  | 19          | Arantxa Parra-Santonja | Arantxa Parra-Santonja | 6           | 6           |  |  | 19           | Arantxa Parra-Santonja | Arantxa Parra-Santonja | 5            | 1            |  |
|  |             | Marie-Gaïané Mikaelian | Marie-Gaïané Mikaelian | 3           | 2           |  |  |              |                        |                        |              |              |  |

### Sezione 7
|  | Primo turno | Primo turno     | Primo turno     | Primo turno | Primo turno |  |  | Ultimo turno | Ultimo turno    | Ultimo turno    | Ultimo turno | Ultimo turno |  |
|  |             |                 |                 |             |             |  |  |              |                 |                 |              |              |  |
|  | 7           | Tathiana Garbin | Tathiana Garbin | 7           | 6           |  |  |              |                 |                 |              |              |  |
|  |             | Juliana Fedak   | Juliana Fedak   | 64          | 4           |  |  | 7            | Tathiana Garbin | Tathiana Garbin | 6            | 6            |  |
|  |             | Sandra Klösel   | Sandra Klösel   | 6           | 6           |  |  |              | Sandra Klösel   | Sandra Klösel   | 2            | 2            |  |
|  | 17          | Ol'ga Savčuk    | Ol'ga Savčuk    | 1           | 1           |  |  |              |                 |                 |              |              |  |

### Sezione 8
|  | Primo turno | Primo turno        | Primo turno        | Primo turno | Primo turno |  |  | Ultimo turno | Ultimo turno       | Ultimo turno | Ultimo turno | Ultimo turno |  |
|  |             |                    |                    |             |             |  |  |              |                    |              |              |              |  |
|  | 8           | Mashona Washington | Mashona Washington | 6           | 6           |  |  |              |                    |              |              |              |  |
|  |             | Lilia Osterloh     | Lilia Osterloh     | 2           | 3           |  |  | 8            | Mashona Washington | 6            | 65           | 4            |  |
|  | 15          | Yuan Meng          | Yuan Meng          | 6           | 6           |  |  | 15           | Yuan Meng          | 3            | 7            | 6            |  |
|  |             | Lauren Albanese    | Lauren Albanese    | 3           | 1           |  |  |              |                    |              |              |              |  |

### Sezione 9
|  | Primo turno | Primo turno      | Primo turno     | Primo turno | Primo turno |  |  | Ultimo turno | Ultimo turno     | Ultimo turno | Ultimo turno | Ultimo turno |  |
|  |             |                  |                 |             |             |  |  |              |                  |              |              |              |  |
|  | 9           | Martina Suchá    | Martina Suchá   | 6           | 6           |  |  |              |                  |              |              |              |  |
|  |             | Nathalie Viérin  | Nathalie Viérin | 1           | 2           |  |  | 9            | Martina Suchá    | 6            | 3            | 3            |  |
|  |             | Milagros Sequera | 2               | 7           | 6           |  |  |              | Milagros Sequera | 2            | 6            | 6            |  |
|  | 20          | Ivana Lisjak     | 6               | 5           | 3           |  |  |              |                  |              |              |              |  |

### Sezione 10
|  | Primo turno | Primo turno         | Primo turno         | Primo turno | Primo turno |  |  | Ultimo turno | Ultimo turno        | Ultimo turno        | Ultimo turno | Ultimo turno |  |
|  |             |                     |                     |             |             |  |  |              |                     |                     |              |              |  |
|  | 10          | Nastas'sja Jakimava | Nastas'sja Jakimava | 7           | 6           |  |  |              |                     |                     |              |              |  |
|  |             | Eva Birnerová       | Eva Birnerová       | 6           | 3           |  |  | 10           | Nastas'sja Jakimava | Nastas'sja Jakimava | 6            | 6            |  |
|  | 23          | Yvonne Meusburger   | Yvonne Meusburger   | 6           | 7           |  |  | 23           | Yvonne Meusburger   | Yvonne Meusburger   | 1            | 4            |  |
|  |             | Marrit Boonstra     | Marrit Boonstra     | 3           | 5           |  |  |              |                     |                     |              |              |  |

### Sezione 11
|  | Primo turno | Primo turno            | Primo turno            | Primo turno | Primo turno |  |  | Ultimo turno | Ultimo turno           | Ultimo turno | Ultimo turno | Ultimo turno |  |
|  |             |                        |                        |             |             |  |  |              |                        |              |              |              |  |
|  | 11          | Virginia Ruano Pascual | Virginia Ruano Pascual | 7           | 6           |  |  |              |                        |              |              |              |  |
|  |             | Marija Korytceva       | Marija Korytceva       | 5           | 4           |  |  | 11           | Virginia Ruano Pascual | 4            | 6            | 4            |  |
|  |             | Varvara Lepchenko      | Varvara Lepchenko      | 7           | 6           |  |  |              | Varvara Lepchenko      | 6            | 4            | 6            |  |
|  | 18          | Bethanie Mattek        | Bethanie Mattek        | 64          | 3           |  |  |              |                        |              |              |              |  |

### Sezione 12
|  | Primo turno | Primo turno          | Primo turno       | Primo turno | Primo turno |  |  | Ultimo turno | Ultimo turno      | Ultimo turno | Ultimo turno | Ultimo turno |  |
|  |             |                      |                   |             |             |  |  |              |                   |              |              |              |  |
|  | 12          | Al'ona Bondarenko    | Al'ona Bondarenko | 6           | 6           |  |  |              |                   |              |              |              |  |
|  |             | Julia Vakulenko      | Julia Vakulenko   | 3           | 1           |  |  | 12           | Al'ona Bondarenko | 7            | 3            | 6            |  |
|  |             | Hana Šromová         | 1                 | 6           | 6           |  |  |              | Hana Šromová      | 5            | 6            | 4            |  |
|  | 14          | Emmanuelle Gagliardi | 6                 | 1           | 3           |  |  |              |                   |              |              |              |  |